# Mallorca Nova
Mallorca Nova és una organització política juvenil autònoma, en conveni amb el partit polític Més per Mallorca. Té com a objectiu la construcció d'una Mallorca sobirana i republicana seguint els principis del socialisme, el feminisme, l'ecologisme i el municipalisme.
Prenent el relleu dels Joves d’Esquerra Nacionalista (JEN), el 5 de desembre de 2020 es va fundar Mallorca Nova en una assemblea constituent a Inca amb la presència de representants del Consell de Joventut de les Illes Balears, Jovent Republicà i els dirigents de Més per Mallorca i Més per Inca.